# Arquitetura de Portugal

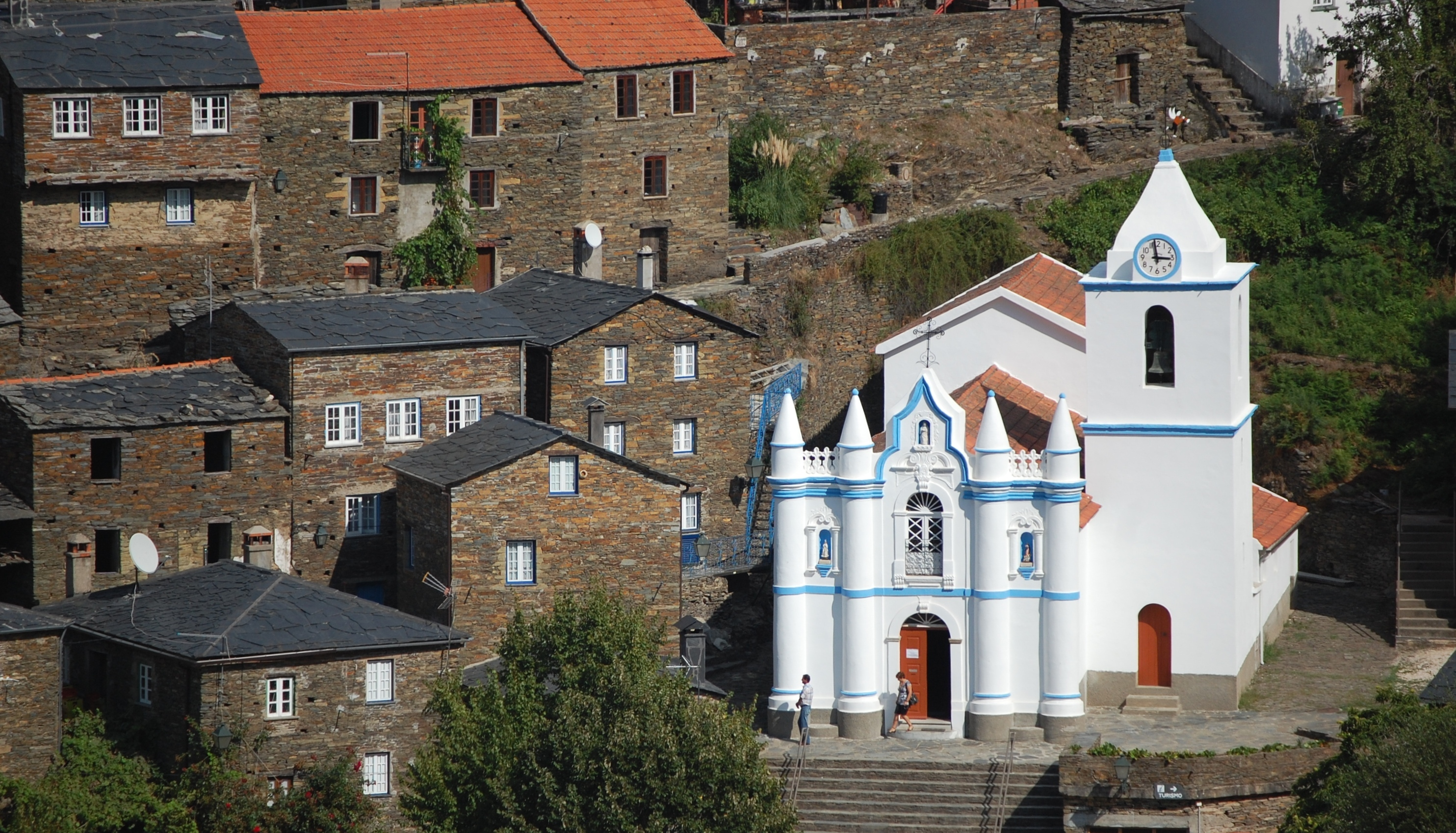
Freguesia de Piódão, concelho de Arganil.

A arquitetura (AO 1945: arquitectura) em Portugal foi, como na maioria das nações europeias, drasticamente influenciada pelos movimentos culturais e estéticos que caracterizaram as várias épocas da História da Arte, o que resultou num rico legado patrimonial. Refere-se às práticas da arquitectura realizadas no território português desde antes da fundação do país no século XII. O termo também pode se referir a edifícios criados sob influência portuguesa ou por arquitetos do país em outras partes do mundo, particularmente no Império Português.
Arquitetura portuguesa, como todos os aspetos da cultura de Portugal, é marcada pela história do país e pelos vários povos que se instalaram e influenciaram o atual território português. Estes incluem os romanos, suevos e outros povos germânicos relacionados, visigodos e árabes, bem como a influência dos principais centros artísticos europeus a partir do qual foram introduzidos para os estilos arquitetónicos gerais: românico, gótico, renascentista, barroco e neoclássico. Entre as principais manifestações locais da arquitetura portuguesa estão o manuelina, a versão portuguesa exuberante do gótico; e do estilo pombalino, uma mistura do barroco tardio e neoclassicismo que se desenvolveu depois do Grande Terremoto de Lisboa de 1755.
No século XX, a arquitetura portuguesa produziu uma série de personalidades de renome como Fernando Távora, Eduardo Souto de Moura e Álvaro Siza Vieira.

## Arquitetura primitiva

### Megalítico
Os primeiros exemplos de atividades arquitetónicas em Portugal datam do Neolítico e consistem em estruturas associadas com a cultura megalítica, cujos exemplares mais antigos datam do quarto milénio antes de Cristo (das primeiras culturas do sudoeste da Península Ibérica, 3 750 a.C. a 2 500 a.C.). A área de influência portuguesa é pontilhada com um grande número de dólmens (chamadas antas ou dólmenes), tumuli (mamoas) e menires. A região do Alentejo é particularmente rica em monumentos megalíticos, como a notável Anta Grande do Zambujeiro, perto de Évora. Podem ser encontradas  perafitas circulares isoladas ou formando círculos de pedra (ou Cromeleques). O Cromeleque dos Almendres, também localizado perto de Évora, é o maior da Península Ibérica, com cerca de 100 menires dispostos em duas matrizes elípticas sobre uma orientação Leste-Oeste.

### Povoados pré-romanos
Povoados fortificados pré-históricos que datam da Idade do Cobre são encontrados ao longo do rio Tejo como o de Vila Nova de São Pedro, perto do Cartaxo, e o Castro do Zambujal, perto de Torres Vedras. Estes locais foram ocupados por volta dos anos 2500-1700 a.C e foram cercados por muros de pedra e torres, um sinal do constante nível de conflito que se fazia sentir.
Iniciado por volta do século VI a.C., o Noroeste de Portugal, assim como a vizinha Galiza, na Espanha, viu o desenvolvimento da cultura castreja. Esta região foi pontilhada com aldeias Castro (chamadas citânias ou cividades) que em sua maior parte continuaram a existir sob a dominação romana, quando a área foi incorporada à província da Galécia. Sítios arqueológicos notáveis são a Citânia de Sanfins, perto de Paços de Ferreira, a Citânia de Briteiros, perto de Guimarães, e a Cividade de Terroso, perto de Póvoa de Varzim. Por razões defensivas, estes fortes foram construídos em terreno elevado e foram cercados por anéis de paredes de pedra (Terroso tinha três anéis de parede). As casas eram de formato redondo, com paredes feitas de pedra sem argamassa e telhados feitos de brotos de relva. Banhos foram construídos em alguns deles, como em Briteiros e Sanfins.

## História

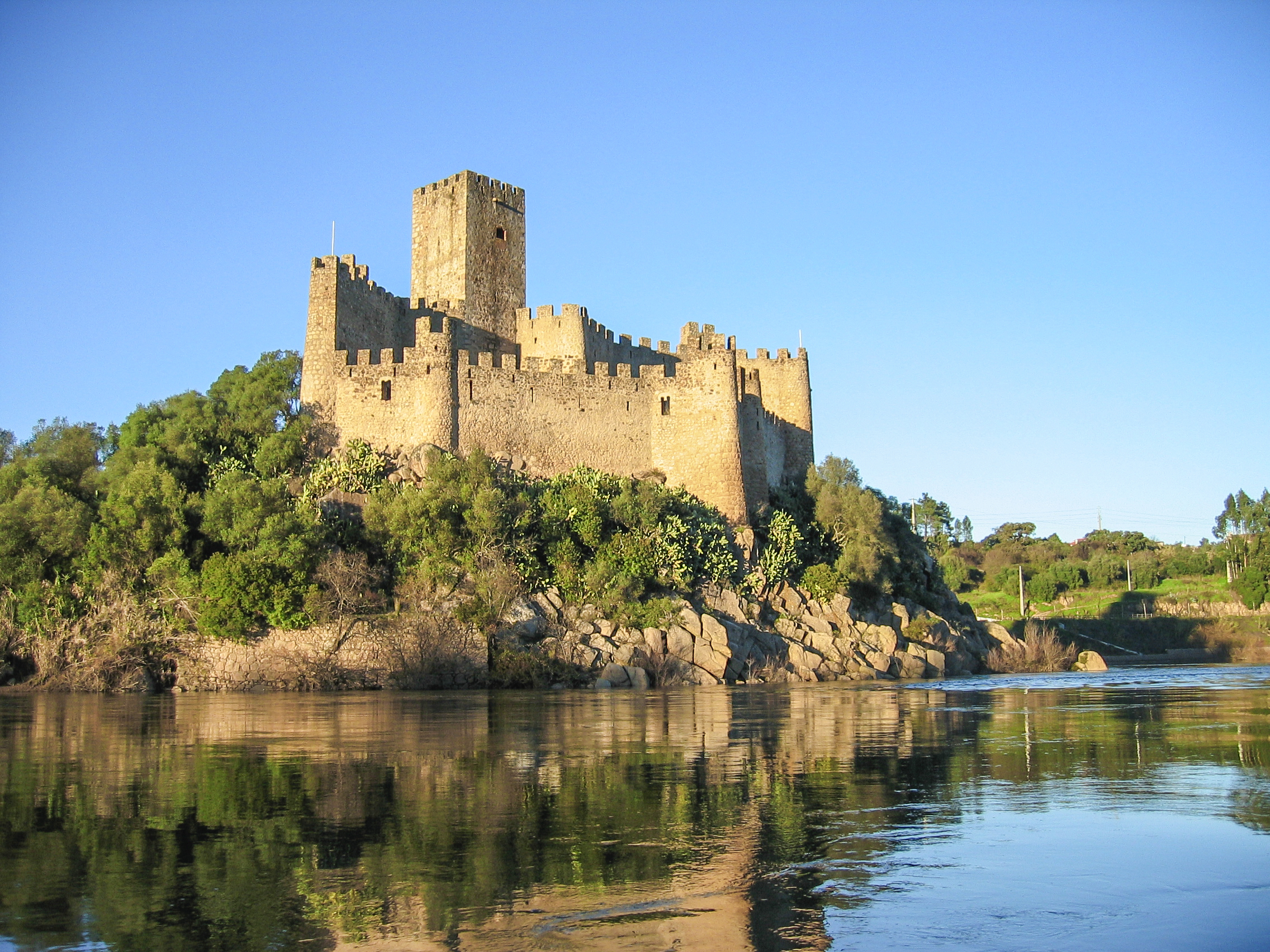
Castelo de Almourol, construído em 1171.

A história da arquitetura portuguesa começa ainda na Idade do Bronze quando as primeiras aldeias começaram a surgir de forma minimamente organizada, com casas, assembleias, balneários e muralhas em seu redor. Nessa época apareceram os Lusitanos.
Foi depois, no século III, com a ocupação romana, que as primeiras cidades começaram a crescer de forma organizada com inúmeros edifícios públicos e estradas pavimentadas que melhoram as comunicações em certas partes.
Após a queda do Império Romano do Ocidente o panorama artístico ficou quase esquecido. Apenas no século VIII, com a invasão muçulmana a arte voltou a ser praticada de forma mais organizada e uniforme. Mesquitas e palácios surgiram nas principais vilas e cidades do país.
Do intenso relacionamento cultural estabelecido pela dinastia de Avis entre Portugal e os principais centros italianos (sobretudo da Toscânia), reforçado à medida que a expansão marítima avançava, se a pintura foi a primeira, a arquitectura foi a última das artes a beneficiar. Enquanto já D. João I tinha como pintor régio um "António Florentino" e em Pisa - o porto mais frequentado pelos navios portugueses - florescia Álvaro Pires de Évora ( act. 1411-34 ), apenas passado o meado do século encontramos algum indício de atenção às novas formas construtivas italianas no campo da arquitectura militar, e talvez um vislumbre de ar toscano na religiosa como o claustro de D. Afonso V no Mosteiro da Batalha (1450) porventura explicável pelas comuns fontes espirituais do franciscanismo.

Contudo no século XII começou a Reconquista. Transformaram-se as mesquitas em igrejas, como se fez com a Mesquita de Mértola, e de forma progressiva passou-se para o românico. As grandes igrejas pesadas começaram a povoar o território até que o gótico, e depois o Manuelino as transformaram em edifícios mais esbeltos e decorados.

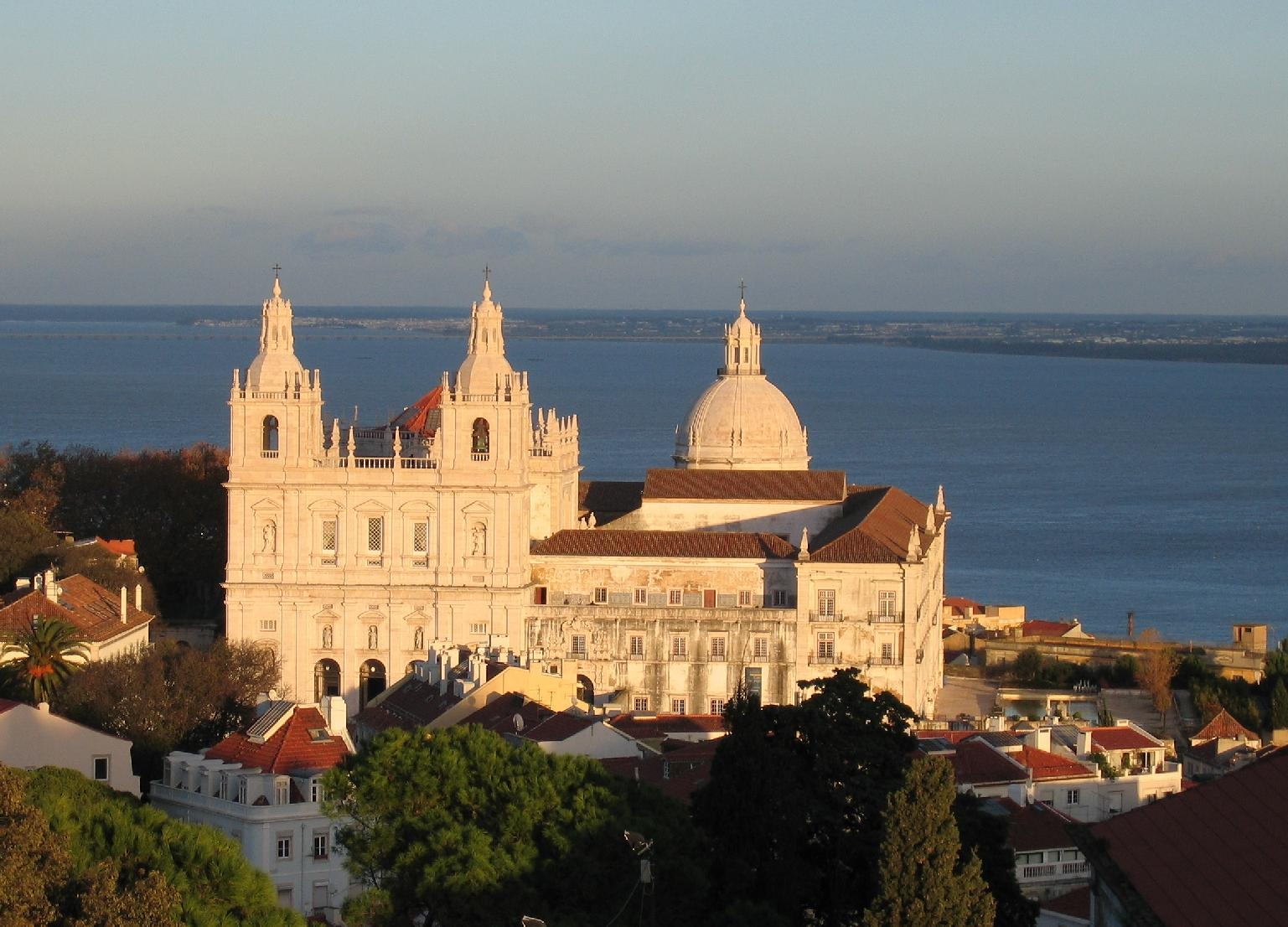
Igreja de São Vicente de Fora.

No século XVI, chega de Itália o Renascimento, que começa a racionalizar todas as formas, e os edifícios ficam mais pragmáticos em detrimento da sua decoração. De forma natural passa-se para o maneirismo que segue os passos da arquitetura renascentista. A Igreja de São Vicente de Fora é um dos melhores exemplos desse tempo. Nesta época, e desde o românico, a principal produção da arquitetura eram as igrejas, e assim seria até ao rococó.
No barroco, século XVIII as igrejas e conventos tornam-se mais luxuosos e ornamentados, exemplo disso é o Convento de Mafra.
No início do século XIX vêm influências de vários países europeus que culminam no neoclassicismo. Poucas décadas depois aparece, como reação, o romantismo. A Estação do Rossio ou o Palácio da Pena são obras românticas. No final desse mesmo século, os engenheiros tomam contam dos projetos com a arquitetura do ferro, como no Elevador de Santa Justa.
A arte nova não tem grande presença em Portugal, mas a art déco é bastante difundida, durante a década de 1920 e 1930 do séc XX, com a chegada de arquitetos portugueses treinados nas Beaux-Arts Francesas, com destaque para Cassiano Branco e José Marques da Silva no Porto, que projecta obras icónicas como a Estação de São Bento e a Casa de Serralves. A art déco terá novamente um curto ressurgimento durante a década de 1950 e 1960.
Mais tarde, durante o Estado Novo, produzir-se-à um estilo arquitetónico aplicado em edifícios públicos e privados portugueses que procura desenvolver uma arquitetura "genuinamente portuguesa", sobre a alçada de Raul Lino da Silva, o Português Suave, que é duramente criticado por vários arquitetos Portugueses.

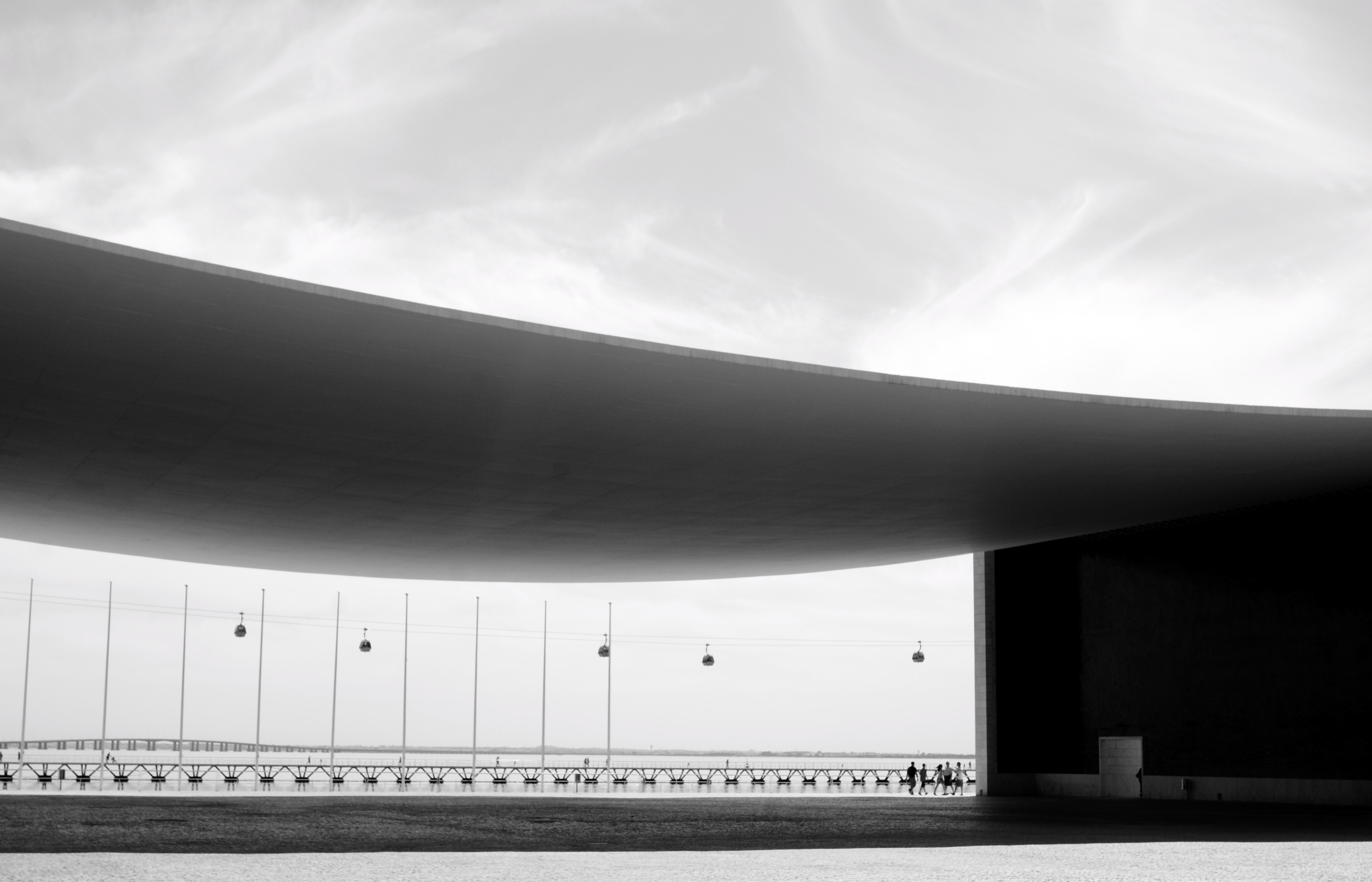
Pavilhão de Portugal

É durante o fim da década de 1940 que aparece em Portugal uma crescente corrente modernista, com especial foco na cidade do Porto, com a criação da ODAM, que absorve as teorias e conceitos de Le Corbusier e Mies van der Rohe e funde-os com o contexto da arquitetura popular portuguesa - a Escola do Porto. Nesta corrente destacam-se as figuras de Fernando Távora, Álvaro Siza Vieira e Eduardo Souto de Moura, arquitetos que viriam a ganhar grande relevo internacional durante os séculos XX e XXI.
Siza Vieira, em 1992, e Souto de Moura, em 2011, venceram o Prémio Pritzker, habitualmente conotado como o "Prémio Nobel da Arquitetura". Embora a arquitetura portuguesa esteja geralmente associada com o internacionalmente reconhecido Álvaro Siza, há outros igualmente responsáveis pelas tendências na arquitetura atual. "Muitos arquitetos portugueses são filhos de Siza, mas Távora é um avô para todos nós."

### Arquitetura civil
- Palácios de Portugal
- Pelourinhos de Portugal
- Cruzeiros de Portugal

### Arquitetura religiosa
- Monumentos religiosos

### Arquitetura militar
- Castelos de Portugal
- Fortalezas de Portugal

### Arquitetos
- Lista de arquitetos de Portugal